# Werner Biermeier
Werner Biermeier (* 18. Februar 1961 in Winterthur) ist ein Schweizer Schauspieler.

## Leben
Biermeier legte die Matura 1981 in Altdorf ab und absolvierte Studien an der Rechts- und Staatswissenschaftlichen Fakultät der Universität Zürich (1981–1984) sowie eine Ausbildung als Konditor-Confiseur bei Sprüngli in Zürich. Er war bis 1998 im elterlichen Betrieb tätig.
Von 1998 bis 2000 studierte Biermeier am Lee Strasberg Theatre Institute in New York. Sein Schweizer Bühnendebüt gab er 1999 am Luzerner Theater mit Hinter den Sieben Bergen von F. X. Nager und Christoph Baumann. Weitere Bühnenarbeit und erste Filme folgten in New York (u. a. Nancy & Frank – A Manhattan Love Story von Wolf Gremm). Ab Herbst 2001 war er in Berlin, München, Florenz und wieder in der Schweiz als freischaffender Schauspieler in diversen Theater-, Film- und Fernsehproduktionen tätig.
Am Seeburgtheater in Kreuzlingen spielte Biermeier 2009 erstmals den Giesecke in Benatzkys Singspiel Im weißen Rößl. Darauf folgten Engagements unter der Regie von Leopold Huber, u. a. in Die schwarze Spinne nach Jeremias Gotthelf, Nestroys Posse mit Gesang Der Zerrissene (2010/2011) und in dem Musiktheaterstück The Black Rider (2012). 2013 folgten Rollen in der Dreigroschenoper sowie im Sommer 2014 in dem Freilichtspektakel Laina Viva in Zernez. Im Winter 2014/15 spielte er den fiktiven Charakter Efraim Langstrumpf am Luzerner Theater und wirkte im selben Jahr an sechs Folgen der Fernsehserie Station Horizon in der Rolle des Willy Frösch mit.
Es folgten diverse Engagements in Film- und Fernsehproduktionen wie beispielsweise in dem Jugendfilm Mein Name ist Eugen, der Stieg-Larsson-Verfilmung Girl With The Dragon Tattoo – Verblendung (2012) und der kurzen Actionkomödie Deadlocked (2013). Im Januar 2014 spielte Biermeier in der 2. Staffel der Kriminal-Fernsehserie Der Bestatter im Schweizer Fernsehen und in der Reality-Fernsehserie Anno 1914 (SRF). In dem Kino-Kurzfilmdrama Spooky & Linda arbeitete er mit Carla Juri und Marcus Signer zusammen. Er spielte ausserdem Rollen in dem biografischen Abenteuerdrama Walking to Paris und in der ARD-Telenovela Sturm der Liebe (2018–2021).

## Filmografie (Auswahl)
- 1997: Strandsonntag (Kurzfilm)
- 2003: Das Glück ihres Lebens (Fernsehfilm)
- 2003: Im Namen des Gesetzes (Fernsehserie)
- 2003: Verbotene Liebe (Fernsehserie)
- 2004: Der Bergpfarrer (Fernsehfilm)
- 2005: Mein Name ist Eugen (Film)
- 2006: Rosamunde Pilcher: Die Liebe ihres Lebens (Fernsehreihe)
- 2006: Millionenschwer verliebt (Fernsehfilm)
- 2007: Die Rosenheim-Cops (Fernsehserie, Folge Der Schatten des Zweifels)
- 2011: Verblendung
- 2013: Hubert ohne Staller (Fernsehserie, Folge Die Venus von Ambach)
- 2013: Deadlocked (Kurzfilm)
- 2014: Der Bestatter (Fernsehserie, Folge Totenwache)
- 2014: Anno 1914: Die Fabrik (Fernsehserie)
- 2014: Spooky & Linda
- 2015: Anno 1914: Der Film (Fernsehserie)
- 2015: Station Horizon (Fernsehserie, 6 Folgen)
- 2016: Lina (Fernsehfilm)
- 2017: Allmen (Fernseh-Mehrteiler)
- 2017: WaPo Bodensee (Fernsehserie, Folge Das schwächste Glied)
- 2018–2021: Sturm der Liebe (Fernsehserie, 26 Folgen)
- 2020: Resistance – Widerstand (Resistance)
- 2022: Wilder (Fernsehserie)
- 2022: El color del cielo (Color of heaven)
- 2022: Mad Heidi
- 2023: Lubo
- 2024: Sew Torn

## Theater
- 1999: Hinter den sieben Bergen – Stadttheater Luzern
- 2005: Dä chlii Horrorladä – Theater am Hechtplatz, Zürich
- 2005: D’Gotthardposcht – KulturforumAndermattGotthard/Andermatt
- 2006: Im Weißen Rössl – Musikbühne Uri
- 2007: D’Gotthardbahn – KulturforumAndermattGotthard/Göschenen
- 2009: Abendstunde im Spätherbst – Theater jetzt erst recht
- 2009: Der Unterbruch – transit09
- 2009: Im Weißen Rössel – See-Burgtheater, Kreuzlingen
- 2010: Die schwarze Spinne – See-Burgtheater, Kreuzlingen
- 2011: Ittingen brennt! – theaterjetzt in der Kartause Ittingen
- 2011: Der Zerrissene – See-Burghtheater Kreuzlingen/Konstanz
- 2011: Das Wetter vor 15 Jahren – Klibühni Chur
- 2012: The black Rider – See-Burgtheater Kreuzlingen/Konstanz
- 2012–2013: Der Tee der drei alten Damen – Theater überLand
- 2013: Die Dreigroschenoper – See-Burghtheater Kreuzlingen/Konstanz
- 2014: Laina Viva – Theatergruppe cie. engel & dorn, Zernes
- 2014: Pippi Langstrumpf – Stadttheater Luzern
- 2015: Romeo und Julia auf dem Dorfe – See-Burgtheater Kreuzlingen
- 2017–2018: Das heilige Experiment – TOBS Theater Orchester Biel Solothurn

## Auszeichnungen (Auswahl)
- 2015: Bernd Burgemeister Fernsehpreis für Der Fall Barschel